# Fränzi Rothenburger-Wirth
Fränzi Rothenburger-Wirth, geborene Franziska Rothenburger, auch Franziska Möller (geb. am 4. Februar 1921) war eine deutsche Schlager- und Operettensängerin der 1950er Jahre.

## Leben
Sie wurde als Franziska Rothenburger geboren, heiratete Ludwig Wirth und nahm den Künstlernamen Fränzi Rothenburger-Wirth an. Nach dem Tod Wirths heiratete sie Ludwig Möller, behielt jedoch ihren Künstlernamen bei. Fränzi Rothenburger-Wirth war als Schlager- und Operettensängerin auf der Bühne aktiv und sang außerdem häufig für den Rundfunk.
Sie begann ihre Bühnenlaufbahn während des Zweiten Weltkriegs. In der Spielzeit 1939/40 war sie als Chorsängerin am Stadttheater Ulm verpflichtet. In der Sommerspielzeit 1939 gastierte sie am „Städtischen Kurtheater Lindau“.
In der Spielzeit 1948/49 war sie am Landestheater Darmstadt verpflichtet, wo sie in der Darmstädter Orangerie, dem damaligen Ausweichquartier des Landestheaters Darmstadt, die Titelrolle in der deutschen Erstaufführung der Revue-Operette Hopsa von Paul Burkhard sang. 1949 trat sie im Thalia-Operettentheater in Hannover in Carl Zellers Operette Der Vogelhändler als Christel (genannt „Briefchristel“) auf. Ab 1950 wirkte sie als Sängerin in Frankfurt am Main.
Im April 1950 war sie beim Süddeutschen Rundfunk (Radio Stuttgart) Solistin in der Musiksendung Das Nachmittagskonzert, bei der Heinz Schröder das SWR-Unterhaltungsorchester leitete. Im Juni 1950 war sie beim Süddeutschen Rundfunk unter der musikalischen Leitung von Hans Conzelmann neben Lale Andersen, John Hendrik, Hubert Deuringer, Wolfgang Geri und Hans-Günther Bunz in der Sendung Das Kammertanzorchester zu hören. Im Februar 1951 war sie beim Süddeutschen Rundfunk als Gesangs-Solistin in der Rosenmontags-Ausgabe der Sendung Das Nachmittagskonzert engagiert. Rothenburger-Wirth wirkte auch in Musiksendungen des Hessischen Rundfunks (HR) und des NWDR mit. Im Juli 1950 war sie beim Hessischen Rundfunk neben Gretl Schörg, Erwin Hartung, Claire Waldoff, Will Höhne, Peter Igelhoff und anderen in der Sendung Nur das Lachen nicht verlernen zu hören. Im November 1950 war sie beim Hessischen Rundfunk neben Fritz Kullmann (Gesang) und Hans Schepior (Klavier) in einem Unterhaltungskonzert zu hören. Im Juli 1952 gehörte sie beim Hessischen Rundfunk neben Lisa Otto, Lilly Trautmann, Herbert Ernst Groh, Rupert Glawitsch, Willy Hofmann und Willy Schneider zu den Gesangssolisten der Sendung Operettenmelodien.
Beim Hessischen Rundfunk wirkte sie neben Marie Madlen Madsen, Christo Bajew und Willy Hofmann in einem musikalischen Querschnitt der Operette Flucht ins Glück von Nico Dostal mit. Außerdem nahm sie beim Hessischen Rundfunk die „volkstümliche Winzerkantate“ für Soli, gemischten Chor und Orchester Wir gehen in den Rebenherbst von Gustav Kneip auf.
In der beliebten HR-Morgensendung Frankfurter Wecker wurde sie als Stargast angekündigt.
Ihre Platten produzierte sie selbst unter der Bezeichnung Ro-Wi-Produktion mit Sitz in Langenhain (Taunus). Rothenburger-Wirth nahm unter anderem die Single Zum Hochzeitstag (Liebe bewährt sich, Liebe besteht; Die zwei Alten) und Küsse im Dunkeln auf.
Zu ihrer aktiven Zeit lebte Rothenburger-Wirth in Frankfurt am Main. Später lebte sie mit ihrem Mann in Spanien.

## Weblink
- Fränzi Rothenburger-Wirth bei Discogs